# Sorø-ulykken
Sorø-ulykken den 25. april 1988 skete, da et Intercitytog IC104 fra Jylland mod København afsporedes under indkørsel til Sorø. Et ME-lokomotiv (1535) med syv passagervogne passerede sporskifterne i den vestlige ende af Sorø Station med højere hastighed end tilladt (40 km/t ved kørsel fra venstre spor til vigespor). Hastigheden var efter havarigruppens vurdering ikke under 100 km/t og udløste afsporingen. En del af vognene i toget væltede, og vogn 15 blev slynget op i luften og landede ovenpå vogn 14. To af vognene, vogn 13 og 14, væltede præcis på det sted, hvor der befandt sig en mandshøj kampesten på 20 ton. Det var denne sten, der skrællede de to togvogne op, hvilket forårsagede otte dødsfald.
Ifølge havarirapporten omkom 8 personer, 72 blev såret, deraf 11 alvorligt (ved retsmøde februar 1989 blev anført 70 sårede, deraf 8 alvorligt). Lokomotivføreren blev senere dømt for uagtsomt manddrab og måtte betale 50 dagbøder a 200 kroner.[kilde mangler]
Den danske skuespiller Bodil Jørgensen befandt sig i vogn 14. Hun slap fra ulykken med en hudafskrabning.
Ulykken er en af de værste jernbaneulykker i dansk historie.